# Секуду
Секуду (малайск. Pulau Sekudu) — островок в Восточном регионе Сингапура, в районе Чанги, вблизи острова Убин. Известен также как Лягушачий остров. Несмотря на близость к берегу, добраться до острова можно только на лодке.
Длина острова приблизительно равна 200 метрам, ширина — 50 метрам.

## Легенда
По легенде лягушка, свинья и слон решили пересечь вплавь Джохорский пролив. Лягушка утонула и превратилась в остров Секуду. Слон и свинья тоже утонули и стали островом Убин. Изначально это было два острова, разделённые рекой, но потом на ней начали разводить креветок и строить дамбы, от чего река обмелела и два острова стали одним.